# Berta Giraut Junoy
Berta Giraut Junoy   (Barcelona, 12 de setembre de 1980) és una actriu, poeta i dramaturga catalana. Llicenciada en Art Dramàtic per l'Institut del Teatre, el 2020 va publicar el seu primer poemari, titulat Com l’estel que no hi és, a través del segell El Gall Editor.
Ha participat en obres del Teatre Nacional de Catalunya com ara Liceistes i cruzados de Serafí Pitarra i La fortuna de Sílvia de Josep Maria de Sagarra, dirigides ambdues per Jordi Prat i Coll.